# Зайфрид Кристоф фон Бройнер
Зигфрид/Зайфрид Кристоф фон Бройнер „Стари“ (на немски: Siegfried/Seifried Christoph „der Ältere“ Breunner; * 1569, Щаац; † 26 август 1651, Аспарн ан дер Цая) от австрийския род Бройнер, е граф на Аспарн в Долна Австрия, фрайхер на Щюбинг, Фладниц и Рабенщайн, чиновник в Долна Австрия, съветник на три императора на Свещената римска империя.

## Живот
Той е вторият син на Зигфрид Бройнер (1538 – 1594), фрайхер на Щюбинг, и съпругата му фрайин Елизабет фон Айцинг. Брат е на Йохан Баптист „Млади“ (1570 – 1633), Максимилиан († 1607), Фердинанд († 1638) и Мария Барбара. Внук е на Филип Бройнер „Стари“ (1498/1500 – 1556)
Баща му и дядо му са президенти на дворцовата камера, също кемерер на император Рудолф II и от 7 ноември 1587 до 1591 г. щатхалтери на Долна Австрия.
На 12 април 1550 г. дядо му Филип, заедно с братовчедите му Георг, Каспар и Балтазар и целия род, е издигнат на имперски фрайхер на Щубинг, Фладниц и Рабенщайн.
Зайфрид Кристоф следва право в Падуа и 1597 г. започва държавна служба. Император Рудолф II го прави съветник на дворцовата камера. През 1600 г. той става президент на дворцовата камера в Долна Австрия.

Зайфрид Кристоф първо е протестант, но става католик и има успех в двора на император Матиас. През 1618 г. участва в свалянето на могъщия кардинал Мелхиор Клесл. Той е към най-тесните съветници на император Фердинанд II, който го издига през 1624 г. на имперски граф. От 1620 до 1626 г. той е „ланд-маршал“ на долноавстрийските съсловия, след това щатхалтер на Долна Австрия и напуска по старост през 1640 г. 
Зайфрид Кристоф е финансов гений и е смятан за един от най-богатите мъже по неговото време. През 1594 г. той наследява от баща си заложеното господство Щаац във Вайнфиртел. През 1600 г. той купува господството заедно със замъка от император Рудолф за 48 708 гулдена. През 1610 г. той купува за 145 000 гулдена господството Аспарн, построява двореца за своя главна резиденция и основава там миноритски манастир, който още съществува.
През 1639 г. Филип IV го прави рицар на Ордена на Златното руно. През 1645 г. шведите разрушават замък Щаац.
Зайфрид Кристоф умира 1651 г. на 82 години и е погребан в гробницата на църквата в Аспарн. Неговият паметник стои на дворцовия мост. Фамилията изчезва през 1716 г.

## Фамилия
Зайфрид Кристоф се жени на 9 февруари 1592 г. във Винер Нойщат за Анна Мария Елизабет фон Харах-Рорау (* 1564; † 2 септември 1624, Аспарн), вдовица на граф Фердинанд Ногарола († 11 ноември 1590, Виена), дъщеря на граф Леонхард V фон Харах-Рорау (1542 – 1597) и графиня Мария Якоба фон Хоенцолерн-Зигмаринген († 1578), дъщеря на граф Карл I фон Хоенцолерн (1516 – 1576) и маркграфиня Анна фон Баден-Дурлах (1512 – 1580). Анна Мария Елизабет е сестра на фрайин Мария Елизабет Констанца фон Харах (1576 – 1625), от 1595 г. съпруга на брат му Ханс. Те имат децата:
- Зигфрид Леонхард фон Бройнер (1589/91 – 1666), женен

1. ∞ I. сл. 8 септември 1616 г. за графиня Мария Сузана фон Турн и Валсасина († 13 февруари 1634, Виена), дъщеря на Хиронимус Венцел фон Турн-Валсасина († 1613);
2. ∞ на 26 март 1634 г. във Виена за графиня Ана Доротея фон Щархемберг (* 26 февруари 1607; † 1636, Виена), дъщеря на граф Еразмус II фон Щархемберг (1545 – 1570);
3. ∞ пр. 28 септември 1638 г. за фрайин Елизабет фон Ландау цум Хауз (* ок. 1602; † 13 февруари 1641);
4. ∞ 1641 г. за фрайин Анастасия Тойфел фон Гунтерсдорф († 1646);
5. ∞ 1648 г. за графиня Мария Анна фон Кевенхюлер-Франкенбург (* 3 март 1623, Мадрид; † 18 юни 1653);
6. ∞ ок. 1654 г. за графиня Елизабет Поликсена Кавриани фрайин цу Унтер-Валтерсдорф († 14 юни 1703) (има общо 19 деца)

- Фердинанд Ернст (* ок. 1594; † млад)
- Елизабет Йохана Сузана (* 1592)
- Мария Катарина
- Поликсена Емма, монахиня във Виена